# Emre Bayav
Engin Emre Bayav (Istanbul, 14 luglio 1987) è un ex cestista turco.

## Carriera
Milita dal 2012 nell'Erdemir Spor Kulübü in TBL. Con la Nazionale Under-20 turca ha vinto l'argento ai FIBA EuroBasket Under-20 2006; ha esordito con la Nazionale maggiore ai Giochi del Mediterraneo del 2013.

## Palmarès
- Coppa di Turchia: 1

Efes Pilsen: 2006-07